# Xã Brown, Quận Monroe, Arkansas
Xã Brown (tiếng Anh: Brown Township) là một xã thuộc quận Monroe, tiểu bang Arkansas, Hoa Kỳ. Năm 2010, dân số của xã này là 1 người.